# Crithagra frontalis
El serín de diadema (Crithagra frontalis) es una especie de ave paseriforme de la familia Fringillidae propia de África Central y Oriental.

## Taxonomía
El serín de diadema anteriormente se consideraba una subespecie del serín etíope pero ahora se consideran especies separadas. Además ambos se emplazaban en el género Serinus, pero estudios filogenéticos, basados en el ADN mitocondrial y nuclear mostraron que era un grupo polifilético. Entonces el género se escindió y varias especies, incluido el serín de frente amarilla, fueron trasladados al género Crithagra.